# Mount Macdonald (Antarktika)
Mount Macdonald ist ein 3630 m hoher Berg in der antarktischen Ross Dependency. In der Commonwealth Range ragt er aus einem massiven Gebirgszug auf, welcher in nord-südlicher Ausrichtung zwischen dem Ludeman-Gletscher und dem Pain-Firnfeld verläuft. 
Benannt wurde er während einer von 1961 bis 1962 durchgeführten Kampagne im Rahmen der New Zealand Geological Survey Antarctic Expedition nach dem neuseeländischen Politiker Thomas Macdonald (1898–1980) für seine Verdienste um Neuseelands Beteiligung an der Antarktisforschung im Allgemeinen und seinen Einsatz für die Commonwealth Trans-Antarctic Expedition (1955–1958) im Speziellen.